# Zvonimir Mikulić
Zvonimir Mikulić (Osijek, 5. veljače 1990.) bivši je hrvatski nogometaš koji je igrao na poziciji vratara.